# Ярошенко, Павел Дионисьевич
Па́вел Диони́сьевич Ярошенко (30 августа 1906, Агдаш, Елизаветпольская губерния — 29 октября 1978, Владимир) — русский ботаник, систематик высших растений, один из крупнейших специалистов в области геоботаники, автор нескольких университетских учебников по геоботанике.

## Биография
Детство и юность провёл в Закавказье. В 1930 году окончил Тбилисский университет и сельскохозяйственный факультет Грузинского политехнического института.
Работал на Кавказе, Дальнем Востоке (заведующий почвенно-ботаническим отделом Дальневосточного филиала АН СССР), в Китае. С 1951 года — член Всесоюзного ботанического общества. С 1961 по 1975 годы был профессором кафедры ботаники Владимирского государственного педагогического института.
Умер 29 октября 1978 г. во Владимире.

## Научная деятельность
Ученик А. А. Гроссгейма. В 1938 году защитил кандидатскую («Восточная граница влажных субтропиков в Грузии»), в 1940 г. — докторскую диссертацию («Динамика растительного покрова Закавказья»). Профессор.
Подготовил 7 кандидатов наук. Автор более 150 научных статей, учебных пособий и монографий.

### Избранные труды
- Сушина Р. Е., Ярошенко П. Д., Лысенко С. В. Путеводитель ботанических экскурсий по Владимирской области : (Пособие для учителей и студентов) / [Под общ. ред. проф. П. Д. Ярошенко]; М-во просвещения РСФСР. Владимир. гос. пед. ин-т им. И. И. Лебедева-Полянского. — Владимир : Б. и., 1971. — 168 с. — 1000 экз.
- Ярошенко П. Д. Борьба с сорняками на чайных плантациях / Наркомзем СССР. Всес. акад. сельхоз. наук им. Ленина и Всес. науч.-исслед. ин-т чайного хозяйства. — Тифлис : Госиздат Грузии, 1933. — 38 с.
- Ярошенко П. Д. Геоботаника : Основные понятия, направления и методы / Акад. наук СССР. Сиб. отд-ние. Дальневост. филиал им. В. Л. Комарова. — М.; Л.: Изд-во Акад. наук СССР, 1961. — 474 с.
  - Геоботаника : Пособие для студентов пед. вузов. — М.: Просвещение, 1969. — 200 с. — 32 000 экз.
- Ярошенко П. Д. Как использовать пастбища Азербайджана, чтобы они улучшались. — Баку : Наркомзем, 1931. — 17 с. — (Труды по геоботаническому обследованию пастбищ ССР Азербайджана Серия D сводная / Наркомзем ССР Азербайджана; Под ред. А. А. Гроссгейм, Н. Л. Ардамацкого ; Вып. 2)
- Ярошенко П. Д. Лекции по биогеографии : (Введ. в общую биогеографию) / М-во просвещения РСФСР. Владимир. гос. пед. ин-т им. П. И. Лебедева-Полянского. — Владимир : [Владимир. пед. ин-т], 1975. — 138 с. — 1500 экз.
- Ярошенко П. Д. Микро и макро-структура растительного покрова // Тр. / Азербайджанское отд-е Закавказского филиала Академии Наук СССР. Сектор ботаники. 5. — Баку, 1934. — С. 160—172.
- Ярошенко П. Д. Общая биогеография. — М.: Мысль, 1975. — 188 с. — 15 000 экз.
- Ярошенко П. Д. Основы учения о растительном покрове. — М.: Географгиз, 1950. — 218 с.
  -  — 2-е изд., перераб. и доп. — М.: Географгиз, 1953. — 352 с.
- Ярошенко П. Д. Очерк растительности летних пастбищ Закатальского округа. — Баку : Наркомзем, 1930. — 59 с. — (Труды по геоботаническому обследованию пастбищ ССР Азербайджана Серия Б. Летние пастбища / Наркомзем ССР Азербайджана ; Вып. 4)
- Ярошенко П. Д. Путеводитель ботанических экскурсий в ближайшие окрестности Кировакана / Ботаническое о-во Армянской ССР. — Ереван : Изд-во Ботан. о-ва Армян. ССР, 1938. — 22+1 с.
- Ярошенко П. Д. Результаты изучения микрогруппировок некоторых ассоциаций на летних пастбищах ССР Азербайджана. — Баку : Изд-во Наркомзема, 1931. — 27 с. — (Труды по геоботаническому обследованию пастбищ ССР Азербайджана Серия С. Работы стационарных пунктов / Под ред. А. А. Гроссгейма ; Вып. 3-й)
- Ярошенко П. Д. Сенокосы и пастбища Приморского края : Геоботан. и хоз. характеристика / Акад. наук СССР. Сиб. отд-ние. Дальневост. филиал. — М.; Л.: Изд-во Акад. наук СССР, 1962. — 189 с.
- Ярошенко П. Д. Смены растительного покрова Закавказья в их связи с почвенно-климатическими изменениями и деятельностью человека / Акад. наук СССР. Дальневост. филиал и Ботан. ин-т им. В. Л. Комарова. — М.; Л.: Изд-во Акад. наук СССР, 1956. — 242 с.
- Ярошенко П. Д. Теоретические вопросы в курсах ботаники для высшей школы : (Пособие для студентов и аспирантов). — Владимир: ВГПИ, 1969. — 217 с. — 1000 экз.
- Ярошенко П. Д. Улучшение сенокосов и пастбищ Приморского края / Акад. наук СССР. Дальневост. филиал им. В. Л. Комарова. — Владивосток : Примор. кн. изд-во, 1956. — 64 с.
- Ярошенко П. Д., Грабарь В. А. Смены растительного покрова Закарпатья / АН СССР. Всесоюз. ботан. о-во. — Л. : Наука, 1969. — 113 с. — 900 экз.
- Ярошенко П. Д., Григорян Н. Ф. Субтропический Мегри : Ботанико-агроном. очерк Мегрин. района и в особенности его субтроп. зоны. — Ереван : Изд-во АрмФАН’а, 1941. — 214 с. — (Труды / Акад. наук СССР. Арм. филиал. Ботан. ин-т ; Вып. 3)
- Ярошенко П. Д., Кушхов А. Х. Занимательная геоботаника : Очерки для начинающих геоботаников. — Нальчик : Эльбрус, 1972. — 155 с. — 7000 экз.

редактор
- Материалы по динамике растительного покрова : (Докл. на Межвуз. конф. в сент. 1968 г.) / [отв. ред. П. Д. Ярошенко]. — Владимир : Б. и., 1968. — 247 с.
- Мозаичность растительных сообществ и её динамика : Доклады на симпозиуме / [отв. ред. П. Д. Ярошенко]. — Владимир : Б. и., 1970. — 399 с.
- Путеводитель ботанических экскурсий по Владимирской области : Пособие для учителей и студентов / [Сост. П. А. Серёгин, Р. Е. Сушина, М. И. Шилов и др.; Под общ. ред. проф. П. Д. Ярошенко]. — Доп. изд. — Владимир : Владимир. пед. ин-т, 1975. — 126 с.

## Награды
- Заслуженный деятель науки РСФСР (1974) — за большой вклад в развитие геоботаники и работу по подготовке кадров.

## Адреса
- Владивосток, Ленинская ул., 50, кв. 9[3].